# Il giorno del peccato
Il giorno del peccato (Fat Tuesday, 1997) è un romanzo giallo della scrittrice e giornalista statunitense Sandra Brown.

## Trama
Il romanzo è ambientato nel periodo del carnevale di New Orleans, durante il quale l'ex agente dell'antidroga Burk Basile rapisce la moglie del criminale avvocato Pinkie Duvall. L'azione è l'unica possibilità per vendicare la morte di un suo collega e per riprendere in mano la propria vita; nelle malsane paludi della Louisiana Burk e la bella Remy scopriranno di amarsi.